# Elend (Dippoldiswalde)
Elend ist ein Ortsteil der sächsischen Großen Kreisstadt Dippoldiswalde im Landkreis Sächsische Schweiz-Osterzgebirge.

## Geographie

### Lage
Elend liegt etwa drei Kilometer südöstlich von Dippoldiswalde. Westlich des Ortes fließt die Rote Weißeritz, die in ihrem oberen Verlauf bei Paulsdorf zur Talsperre Malter aufgestaut wird.

### Nachbarorte
| Dippoldiswalde | Reinholdshain                               | Reinhardtsgrimma |
| Dippoldiswalde | Kompassrose, die auf Nachbargemeinden zeigt |                  |
| Ulberndorf     | Oberfrauendorf                              | Niederfrauendorf |

## Geschichte
Der Ort wird 1529 erstmals als „das Elend“ (mittelhochdeutsch: ellende – das Andere) erwähnt. 1816 war Elend zum Amt Dippoldiswalde gehörig, von 1856 bis 1875 zum Gerichtsamt Dippoldiswalde, danach zur gleichnamigen Amtshauptmannschaft. Am 1. Juli 1950 wurde Elend ins benachbarte Ulberndorf eingemeindet. Zwei Jahre später wurde Elend ein Teil des Kreises Dippoldiswalde, der aus der Amtshauptmannschaft entstand. 1973 wurden Ulberndorf und Elend nach Dippoldiswalde eingemeindet. Der Landkreis Dippoldiswalde und der Landkreis Freital schlossen sich 1994 zusammen und bildeten fortan den Weißeritzkreis, dem Elend bis zur Fusion mit dem Landkreis Sächsische Schweiz zum Landkreis Sächsische Schweiz-Osterzgebirge angehörte.

### Entwicklung der Einwohnerzahl
Entwicklung der Einwohnerzahl Elends:
| Jahr | Einwohner  |
| ---- | ---------- |
| 1815 | 20 Häusler |
| 1834 | 148        |
| 1871 | 114        |
| 1890 | 110        |
| 1910 | 097        |
| 1925 | 104        |
| 1939 | 097        |
| 1946 | 131        |

| Jahr | Einwohner |
| ---- | --------- |
| 2006 | 117       |
| 2007 | 106       |
| 2008 | 107       |
| 2009 | 104       |
| 2010 | 108       |
| 2011 | 104       |
| 2012 | 098       |
| 2013 | 093       |

| Jahr | Einwohner |
| ---- | --------- |
| 2014 | 94        |
| 2020 | 81        |